# 코스탄초 1세 스포르차

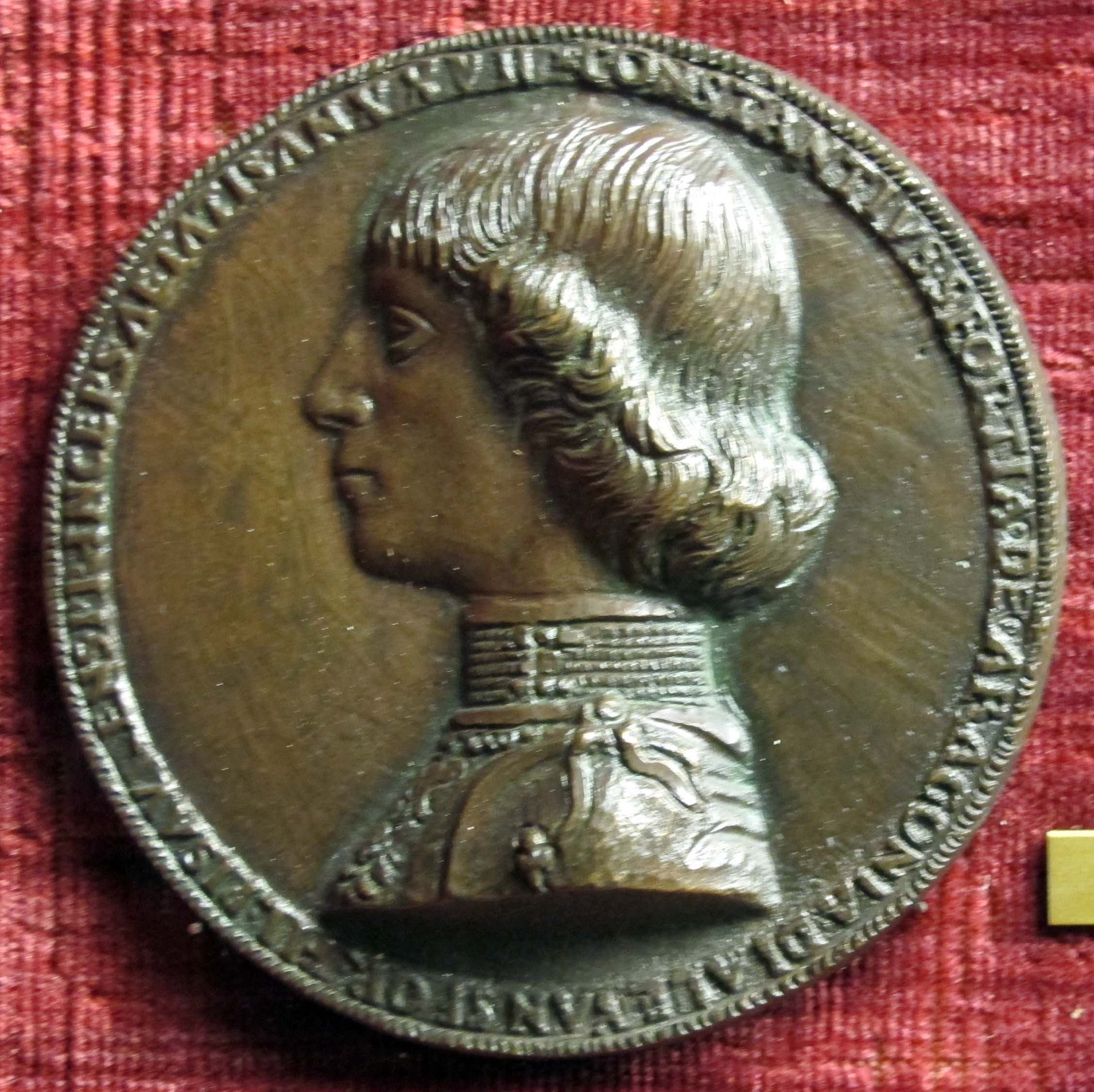

코스탄초 1세 스포르차(Costanzo I of Sforza, 1447년 7월 5일 – 1483년 7월 19일)는 페사로와 그라다라의 군주였던 이탈리아의 콘도티에로이다.
그는 알레산드로 스포르차의 아들로, 어린 시절부터 콘도티에로로 활동하였고 페사로의 군주권을 계승받았다. 그는 또한 교황 알렉산데르 6세에게서 그라다라의 군주권 또한 받았다.
그는 나폴리 왕국과 교황청등 여러 이탈리아 국가들과 전쟁을 벌였었다.
그의 서출인 조반니가 페사로의 군주권을 계승했다.
| 이전 알레산드로 | 페사로의 군주 1473년 – 1483년   | 이후 조반니 |
| 이전 신설       | 그라다라의 군주 14??년 – 1483년 | 이후 조반니 |